# Lofikahoun
Lofikahoun est une commune rurale située dans le département de Béréba de la province de Tuy dans la région des Hauts-Bassins au Burkina Faso.

## Géographie
Lofikahoun se trouve à 6 km au nord-est de Ouakuy.

## Santé et éducation
Le centre de soins le plus proche de Lofikahoun est le centre de santé et de promotion sociale (CSPS) d'Ouakuy.